# برایتنفلد آندر ریتشاین

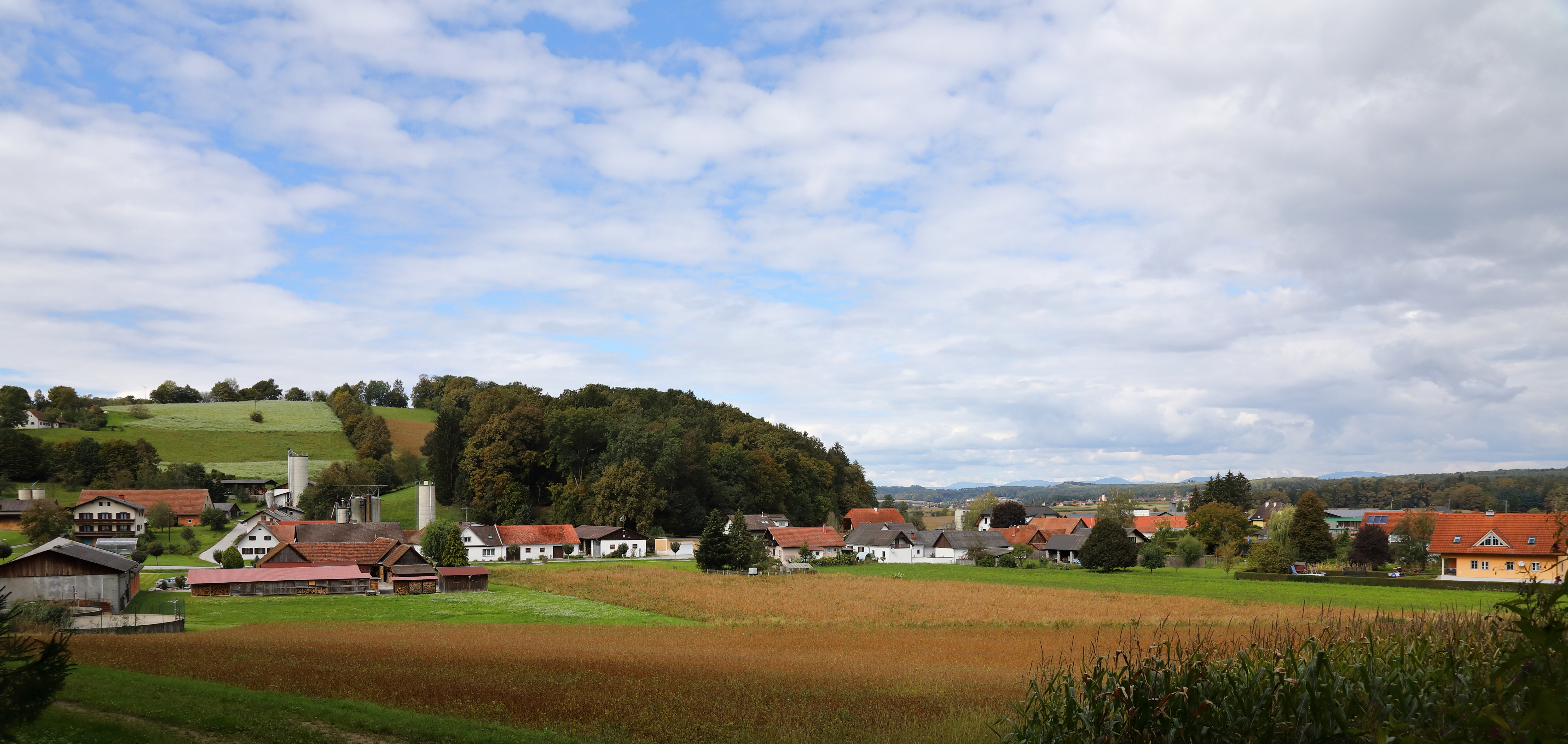

برایتنفلد آندر ریتشاین (به آلمانی: Breitenfeld an der Rittschein) یک منطقهٔ مسکونی در اتریش است که در زودوست‌اشتایرمارک واقع شده‌است. برایتنفلد آندر ریتشاین ۱۳٫۲۲ کیلومتر مربع مساحت دارد ۲۸۱ متر بالاتر از سطح دریا واقع شده‌است.